# Polgári házasság a dualizmus korában
A  polgári házasság – szemben az egyházi házassággal – nem az egyház színe előtt, egyházi törvények szerint, hanem az állam által e célra kirendelt polgári tisztviselő előtt, a házassági jogot szabályozó állami törvény értelmében létrejött házasság. A polgári házasság kérdése az állam és az egyház szétválasztásának egy részét képezte. A Magyar Királyságban a dualizmus korában éles belpolitikai viták hosszas sorozata után született meg, a Wekerle Sándor első kormánya által elfogadtatott egyházpolitikai törvények keretében.

## A polgári házasság szabályozásának lehetséges formái
A polgári házasságnak három fő alakját szokás megkülönböztetni, úm. a kisegítő, a fakultatív és a kötelező polgári házasságot. Az elsőnek célja lehetségessé tenni az egybekelést olyanoknak, akik az egyházjog által felállított valamely házasságra nem léphetnek. Ilyen ok a valláskülönbség (cultus diparitas), amelynél fogva keresztény és nem keresztény érvényes házasságot egymással nem köthetnek. A fakultatív polgári házasság  az állampolgároknak tetszésére bízza a házasságnak az egyház színe v. a polgári hatóság előtt megkötését. A kötelező polgári házasság szerint érvényes házasságot csak polgári hatóság előtt lehet kötni, ami természetesen a hívőknek a házasságkötésre vonatkozó vallási kötelességeiket nem érinti, szabadságukban állván jelesül a feleknek az, hogy házasságukat egyházilag is megáldassák.
Állami szempontoknak egyedül a kötelező polgári házasság felel meg, mert először a házasság a polgári jogrendnek alapvető intézménye levén, a házasságjognak állami szabályozása az államnak elsőrendű s oly érdeke, amelyről a felekezetek ellenkező érdekeire való tekintetből lemondania nem lehet és nem szabad s mert másodszor az állampolgároknak jogegyenlősége a jogintézmények egységében nyervén kifejezését, a házasságjognak egységes szabályozása csakis a felekezeti szempontok által nem korlátolt államhatalom részéről történhetik. Állami szempontból azért csak helyeselni lehet, hogy a kisegítő polgári házasság  behozatalára hazánkban 1883. évben történt kísérlet eredménytelen maradt, ami kétségtelenül siettette a kötelező polgári házasság törvénybe iktatását, s a jogállam eszméjével összeegyezhetetlen állapotnak megszüntetését, amelyben hitelvek a vallási élet terén kívül s oly jogi rendezésben is érvényesültek, amely minden állampolgárnak közös jogát alkotja. A polgári házasság intézményét hazánkban a házassági jogról szóló 1894. XXXI. t.-cikk vezette be, mely 1895. október 1-jén lépett hatályba s elsejét teszi ama nagy horderejű öt törvénynek, amelyek mint egyházpolitikai törvények ismeretesek, s a következők: 1. 1894. XXXI. t.-c. a házassági jogról; 2. 1894. XXXII. t.-c. a gyermekek vallásáról; 3. 1894. XXXIII. t.-c. az állami anyakönyvekről; 4. 1895. XLII. t.-c. az izraelita vallásról; 5. 1895. XLIII. t.-c. a vallás szabad gyakorlatáról. Ezáltal a felekezeti házasságjogok érvényüket vesztették.

## A korabeli házasságjog fő elvei

### A kereseti jog kérdése
Az eljegyzésből nem származik kereseti jog a házasság megkötésére; nemcsak ez, de bármely teljesítés-kikötés arra az esetre, ha a jegyesek a házasságot meg nem kötnék, semmis. Ez szükséges folyománya annak az alapelvnek, hogy a házasságkötésnek a jegyesek szabad akaratelhatározásából kell erednie. Az eljegyzés ehhez képest nem házassági akadály; a jegyes az eljegyzéstől bármikor szabadon visszaléphet, de a visszalépésnek vagyonjogi következményeiért kötelezve marad. Kártérítésre köteles az a jegyes, aki alapos ok nélkül visszalépett vagy a másik jegyesnek a visszalépésre alapos okot szolgáltatott. A kártérítésnek legmagasabb mértékét a törvény határozza meg. A kártérítési jogon kívül az arra jogosultat a jegyajándékokra vonatkozólag visszakövetelési jog is illeti meg. Úgy a kártérítés mint a visszakövetelési jog a jogosultnak örököseire csak akkor száll át, ha a jogosult a keresetet megindította, s ezáltal kétségtelen módon kifejezte akaratát, hogy azzal maga is élni kívánt. A kereset az eljegyzéstől való visszalépés napjától számítandó egy év alatt elévül.

### A házassági akadályok
A házassági akadályok kétfélék voltak: bontó illetve tiltó akadályok. A törvény ez utóbbiakat egyszerűen akadályoknak; az előbbieket érvénytelenségi okoknak nevezte. A bontók nemcsak a házasság létrejövetelét zárják ki, hanem fennállását is megengedhetetlenné teszik. A tiltók a házasság megkötését tilossá teszik, de a tilalom dacára megkötött házasság érvényes, mert a bizonyos érdekek oltalmán felállított tilalmak, habár elég fontosak arra nézve, hogy a házasságkötést megengedhetetlenné tegyék, de nem annyira lényegesek, hogy az akadály ellenére megkötött házasság további fennállását a törvény meg ne engedhetné. A tiltó akadályok áthágása, amennyiben a cselekmény súlyosabb büntetendő cselekményt nem alkot, mint vétség 3 hónapig terjedő fogházzal és 1000 koronáig terjedhető pénzbüntetéssel büntetendő. A bontó akadályokat a törvény a «nem köthet» kifejezés használatával, a tiltó akadályokat a «tilos» szóval különbözteti meg. A házassági akadályoknak helyes megállapítása a házassági jog helyes szabályozásának egyik legnehezebb feladata, mert míg az egyéni szabadság elve a házasságkötő képesség minél teljesebb elismerését kívánja, addig a házasságnak lényege, erkölcsi jelleme s fontos államérdekek annak több irányban korlátozását követelik. 

#### Bontó akadályok
Törvény szerint bontó akadály miatt nem köthetnek házasságot: 
1. a cselekvőképtelenek, vagyis a 12 éven alul lévők, az elmebetegek és akik bizonyos okokból gondnokság alatt állanak; 
2. a fejletlen korúak, vagyis a 18 évnél fiatalabb férfiak s a 16 évnél fiatalabb nők; 
3. a kiskorúak, azoknak beleegyezése nélkül, akiknek beleegyezése a törvény értelmében szükséges; szükséges pedig a törvényes képviselőnek, és 20 éven aluli kiskorúaknál a szülőnek és pedig az atyának, ha atya nincs vagy a gyermek törvénytelen, az anyának beleegyezése; a megtagadott beleegyezést a gyámhatóság beleegyezése pótolja; 
4. a vérrokonok egyenes ágon; 
5. a testvérek; 
6. a testvér testvérének vér szerinti leszármazójával; 
7. az egyik házastárs a másik házastársnak egyenes ágbeli vérrokonával; 
8. az, akinek korábbi házasság meg nem szűnt vagy érvénytelenné nyilvánítva nincs; 
9. nem köthetnek egymással házasságot azok, akik közül egyik a másikkal egyetértve saját házastársának vagy a másik fél házastársának életére tört. 

#### Tiltó akadály miatt tilos a házasságkötés
1. azoknak, kik bizonyos okokból gondnokság alatt állanak; 
2. a 20. életévét betöltött kiskorúaknak a szülő beleegyezése, vagy azt pótló gyámhatósági beleegyezés nélkül; 
3. unokatestvérek között; 
4. örökbefogadás folytán s annak tartama alatt a törvény által meghatározott személyek között; 
5. a gyámsági viszony tartama alatt a gyám v. annak leszármazója és a gyámolt között; 
6. azok között, kiket a felbontó ítélet házasságtörés miatt az egymással való házasságkötéstől eltiltott; 
7. addig, míg a korábbi semmis házasság meg nem szűnt vagy érvénytelenné nyilvánítva nincs; 
8. holttá nyilvánítás alapján, ha a feleknek valamelyike tudja, vagy ha igazolva van, hogy a holttá nyilvánított a vélelmezett elhalálozás napját túlélte; 
9. az egyik házastársnak azzal, aki a másik házastárson elkövetett gyilkosság, szándékos emberölés vagy ezeknek kísérlete miatt elítéltetett, akkor is, ha az ítélet még nem jogerős; 
10.  a nőnek korábbi házasságának megszűnésétől vagy érvénytelenné nyilvánításától számított 10 hónap eltelte előtt. Minthogy ennek a tilalomnak célja az, hogy a születendő gyermeknek melyik férjtől származása iránt kétség ne támadjon, a tilalom nem terjed ki arra az esetre, ha a nőnek korábbi házassága azért van érvénytelennek nyilvánítva, mert a korábbi férj már a házasság kötésekor állandóan képtelen volt a házassági tartozás teljesítésére; s az akadály elhárul, ha a nő időközben szült; 
11. az egyházi felsőbbség engedélye nélkül annak, aki egyházának szabályai szerint egyházi rend vagy fogadalom okából házasságot nem köthet; 
12. a véderőről szóló törvény értelmében szükséges engedély és 
13. a szabályszerű kihirdetés nélkül. Némely akadályok alól felmentésnek van helye, melyet bizonyos esetekben csak a király, más esetekben az igazságügy-miniszter, a kihirdetés alól a közigazgatási hatóság adhat. Bontó akadályoknál csak két esetben van felmentésnek helye, úm. a fejletlen kor miatt, és a testvér s a testvérének vér szerinti leszármazója között célzott házasság esetében. A felmentést az első esetben az igazságügyi miniszter, a második esetben csak a király adhatja meg. A vallásfelekezetek hitelvein alapuló akadályokat a törvény, az egyházi rend vagy fogadalomból merített tiltó akadálynak kivételével, teljesen mellőzte, ami az állami házassági jog teljességének feltétlen követelménye.

### A kihirdetés
A házasságkötést kihirdetés előzte meg. A kihirdetést felmentés nélkül csak az egyik félnek közel halállal fenyegető betegsége esetében szabad mellőzni. A kihirdetés az anyakönyvvezető hatásköréhez tartozik. Alakszerűségeit az 1894. XXXIII. t.-c. határozza meg. A házasságot a törvény által erre a célra kijelölt polgári tisztviselő előtt kell megkötni. Oly kötés, mely nem polgári tisztviselő előtt történt, a törvény erejénél fogva semmi tekintetben sem tekinthető házasságnak. A házasságkötés nyilvánosan, az erre rendelt hivatalos helyiségben történik; eltérésnek csak fontos okból lehet helye. Formája az, hogy az együttesen jelenlevő házasfelek mindegyike a polgári tisztviselő előtt két tanú jelenlétében személyesen kijelenti, hogy egymással házasságot kötnek, mire a polgári tisztviselő a házasulókat a törvény értelmében házastársaknak nyilvánítja. A kijelentés sem feltételhez, sem időhöz nem köthető. 16 éven aluli egyének nem lehetnek tanuk.

### A házasság érvénytelensége
A törvény a házasság érvénytelenségének két nemét különbözteti meg: a) a semmisséget; b) a megtámadhatóságot. Ez az osztályozás az érvénytelenség eseteinek egymástól lényegileg eltérő természetét juttatja kifejezésre s egyszersmind az érvénytelenség két nemének eltérő szabályozására vezet. A semmis és a megtámadható házasság megegyeznek egymással abban, hogy a semmis házasságot megszűnése előtt csak akkor lehet semmisnek tekinteni, ha semmisségi perben annak lett nyilvánítva, s a megtámadható házasságot megtámadás esetében is megszűnése előtt érvényesnek kell tekinteni mindaddig, míg megtámadási perben érvénytelennek nem lett nyilvánítva; hogy továbbá a semmis házasságot megszűnése v. semmissé nyilvánítása, a megtámadható házasságot pedig megszűnése vagy érvénytelenné nyilvánítása után úgy kell tekinteni, mintha meg sem kötötték volna. Lényeges különbség ellenben az, hogy amíg a semmisségi per indítására jogosítva vannak nemcsak a házasfelek, hanem a királyi ügyész és az, aki kimutatja, hogy a házasság semmisségétől valamely jogi érdeke függ, addig a megtámadás joga rendszerint csakis a házastársat illeti. Kivételkép a fejletlen koron és a kiskorúságon gyökeredző bontó akadályok miatt a megtámadásra jogosítva van: az első esetben a fejletlen kor tartalma alatt, de csakis az igazságügy-minisztertől nyert felhatalmazás alapján, a kir. ügyész, a második esetben a kiskorúság tartama alatt a gyámhatóság. Mellesleg megjegyezve, hazai jogunkban ez az első eset, hogy a kir. ügyész polgári perben részt vesz. Míg továbbá a semmisségi pert addig lehet megindítani, míg a házasság meg nem szűnt, a megtámadásnak határideje egy esztendőre van korlátolva. A törvény részletesen szabályozta, hogy ez a határidő mely naptól számítandó. A határidőnek elmulasztása a házasságot megtámadhatatlanná teszi. A megtámadhatóságot végül utólagos felmentés, beleegyezés, jóváhagyás és helybenhagyás is megszüntetheti, de a semmiséget nem. Eddigi jogunk a semmis és a megtámadható házasság megkülönböztetését nem ismerte. A házasság vagy semmis (érvénytelen) volt, vagy érvényes. De az eddigi jog is különbséget tett az egyes semmisségi okok között, a szerint, amint a semmisséget okozó bontó akadály közjogi vagy magánjogi per hivatalból is meg volt indítható, míg a második esetben a bontó akadály érvényesítése a vétlen vagy sértett házastárs akaratától függött. A fenn említett bontó akadályok közül semmissé teszik a házasságot az 1., 4., 5., 5., 6., 7., 8., 9. alattiak (cselekvőképtelenség, bontó akadályt tevő vérrokonság és sógorság, fennálló házassági kötelék, az egybekelés útjában álló házastársnak élete ellen törés, közös egyetértés esetében). Ezeken kívül semmis a házasság a megkötés körül előfordult, s a törvényben meghatározott alaki szabálytalanságok miatt. Megtámadhatósági okok a bontó akadályok közül a 2. és 3. alatti okok (fejletlen kor, kiskorúság), továbbá a törvényben meghatározott a) kényszer, b) tévedés és c) megtévesztés eseteiben. Kényszer miatt jelesül akkor, ha a házasságot valamelyik fél fenyegetéssel előidézett alapos félelem következtében kötötte. Tévedés miatt, mely bár egymás közt eltérő szabályozással a felekezeti jogokban is mint érvénytelenítési ok szerepelt, a törvény 6 esetben megengedi a házasság megtámadását, jelesül: a) Ha az egyik fél nem akart házasságot kötni s nem tudta, hogy kijelentésével házasságot köt (alig előfordulható eset). Tehát az ún. reservatio mentalis nem megtámadási ok, s a színlelt házasság, hacsak más okból nem érvénytelen, szintén megtámadhatatlan. b) Ha az egyik házasfél mással kötött házasságot, mint akivel akart és nem tudta, hogy a személy más. Ez a személyazonosságban való tévedés, mely azonban nemcsak error in persona, hanem error qualitatis in personam redundans is lehet, ha t. i. a tulajdonság a személy azonosságára bír befolyással, amit esetről esetre a bíró állapít meg. c) Ha az egyik házasfél már a házasság kötésekor állandóan képtelen volt a házassági tartozás teljesítésére, feltéve, hogy a másik fél ezt sem nem tudta, sem a körülményekből nem következtethette (előbbi jogunkban mint önálló, n. nősztehetetlenségi akadály szerepelt). d) Büntetett előélet esetében, ha az egyik fél halálra vagy legalább öt évi fegyházra vagy börtönre volt ítélve és a másik fél ezt nem tudta; vagy pedig ha 5 évnél rövidebb tartamú fegyházra v. börtönre ugyan, vagy nyereségvágyból elkövetett vétség miatt fogházra volt ítélve, de ebben az esetben nem elegendő az, hogy a másik fél ezt nem tudta, hanem szükséges, hogy egyszersmind alaposan feltehető, hogy ezt tudva, a házasságot meg nem kötötte volna, amit a házasfelek egyéniségének és életviszonyainak figyelembe vételével esetről esetre a bíró fog megítélni. e) Ha a nő a házasság megkötésekor mástól házasságon kívül teherbe volt ejtve és ezt a férj a házasság megkötésekor nem tudta. Nem támadható meg tehát a házasság azon az alapon, hogy a nő a házasságkötés előtt házasságon kívül szült, vagy hogy a férj a nő szüzességében tévedett. Jóllehet ez a két eset a jóhiszemű férjre nem kevésbé sérelmes, mint az, hogy a férj a nőt mástól teherbe ejtve találta, a törvény ezekben az esetekben a bizonyítás nehézségére volt tekintettel. f) Ha a holttá nyilvánított házastárs az új házasságnak megkötése után jelentkezik és az új házastársak a házasság megkötésekor nem tudták, hogy a holttá nyilvánított életben van.

### A házasság megszűnése
A házasság megszűnésének három oka van: 1. az egyik házastársnak halála; 2. a birói felbontás; 3. az, hogy az egyik házastárs a másiknak holttá nyilvánítása után házasságot köt, kivéve, ha az új házasságot megkötő felek egyike a házasságkötéskor tudta, hogy a holttá nyilvánított él v. az új házasság egyéb okból semmis. A felbonthatóság nem lényeges ismérve a polgári házasságnak, mert a polgári törvény is elfogadhatja, amint hogy több törvény el is fogadta a felbonthatatlanság elvét, nem hitelvi és felekezeti, hanem jogpolitikai szempontokból. Az érvek azonban, melyek a felbonthatóság mellett szólnak, oly erősek és cáfolhatatlanok, hogy a felbonthatóság elvének a törvény által elfogadását csak helyeselni lehet. Ha a házassági viszony összes belső alkatelemeiben annyira megromlott, hogy a házassági együttélés egyik vagy mindkét félre nézve lehetetlenné vált, a házastársi életközösségnek kényszerítő fenntartása pusztán azért, mert a felek a házasságot életük egész tartamára kötötték, nem volna más, mint a gyakorlati élet parancsoló érdekeinek feláldozása az eszményi felfogásból merített elvnek kedvéért. De a legnagyobb érvet a felbonthatóság mellett éppen a felbonthatatlanság elvét elfogadott törvényhozások szolgáltatják, mert a felbonthatatlanságot ezek sem szabják meg oly értelemben, hogy a házastársaknak minden körülmények között életközösségben kell maradniok, hanem a kötelék felbonthatatlanságához való ragaszkodás mellett az ágytól és asztaltól való örökös elválasztás intézményével lehetővé teszik az együttélés, az életközösség végleges megszüntetését. Ámde a tényleges életközösség megszüntetése mellett a házasság puszta kötelekének fenntartása nem egyéb, mint a házasság látszata annak lényege nélkül. Kés, melynek nincs pengéje. Nem hagyhatók figyelmen kívül a felbonthatatlanságnak a közerkölcsiségre hátrányos következményei, a házasságon kívüli együttélések és egyéb erkölcstelen állapotok, melyeket a törvényhozásnak nem áll módjában meggátolni. Hazánkban hozzájárult ehhez az a körülmény is, hogy az állampolgároknak jelentékeny százaléka oly felekezeti jogok alatt élt eddig is, melyek a felbonthatóság elvét elismerték. A könnyelmű v. nem kellően indokolt felbontások ellen mégis a törvény a házasságot az intézmény szilárdságának megfelelő biztosítékokkal veszi körül; a házasságot jelesül csak bírói ítélettel s csakis a törvény által megállapított okokból lehet felbontani. Az okok megállapítása körül pedig a törvény meglehetősen konzervatív, s az eddig érvényben volt felekezeti jogoknál több tekintetben szigorúbb álláspontot foglal el.
A törvény a felbontási okokat a következő öt pontban sorolja fel, melyeknek mindegyike ismét több esetet foglal magában. A felbontást kérheti az a házasfél, akinek házastársa: 1. házasságtörést vagy természet elleni fajtalanságot követ el, v. tudva, hogy házassága még fennáll, új házasságot (bigámia) köt; 2. szándékosan és jogos ok nélkül elhagyott, ha birói felhívás dacára az életközösséget vissza nem állítja; 3. élete ellen tört, vagy őt testi épségét súlyosan bántalmazta; 4. a házasság megkötése után halálra vagy legalább 5 évi fegyházra vagy börtönre ítéltetett; kivéve, ha a bűnös a bűntettet a házasság megkötése előtt követte el, és erről házastársának a házasság megkötésekor tudomása volt; 5. a) ha a másik házasfél a házastársi kötelességeket szándékos magaviselete által súlyosan megsérti; b) a házastársak családjához tartozó gyermeket bűncselekmény elkövetésére vagy erkölcstelen életre rábírja vagy rábírni törekszik; c) erkölcstelen életet megátalkodottan folytat; d) a házasság megkötése után 5 évnél rövidebb tartamú fegyházra v. börtönre, v. nyereségvágyból elkövetett vétség miatt fogházra ítéltetett. Az 5. alatti esetekben azonban a házasság csak akkor bontható fel, ha a bíró a házasfelek egyéniségének és életviszonyainak gondos figyelembe vételével arról győződött meg, hogy a házassági viszony annyira fel van dúlva, hogy a felbontást kérőre nézve a további életközösség elviselhetetlen. Azért az 5. alatti okokat relatív, az 1-4. alattiakat abszolút felbontási okoknak nevezik. Nem ismerte el tehát a törvény felbontási okul a feleknek kölcsönös beleegyezését, a legyőzhetetlen gyűlöletet, a házasfelek egyikét ért oly betegséget vagy testi fogyatkozást, melynek következtében a házassági célok egyike v. másika elérhetetlenné vált; sőt (s ennek mellőzéséhez leginkább fér szó) a gyógyíthatatlan elmebetegséget sem. A házasság fenntartása érdekében a keresetet csak attól a naptól számított hat hó alatt lehet megindítani, amelyen a bontó ok a házastárs tudomására jutott. A vétkes cselekmény elkövetése illetőleg a büntető ítélet jogerőre emelkedése után 10 év múlva pedig felbontó keresetnek egyáltalán nincs helye. A megbocsátás folytán, amelynek a válóper folyama alatt is lehet helye, a kereseti jog elenyészik. Aki házastársának vétkes cselekményébe beleegyezett, vagy abban részes volt, a felbontást nem kérheti. A házasság a felbontó ítélet jogerőre emelkedése napján szűnik meg. Az elvált vétkes nő férje nevét nem viselheti; a nem vétkes nő azonban férje nevét megtarthatja, ha ezt az akaratát a perben kifejezte. Az eddig divatozott ún. békéltetési eljárást a törvény nem ismeri a házasság fenntartása érdekében, a kibékülés megkísérlése céljából azonban a felbontó ítélet meghozatala előtt - kivéve ha a házastársaknak kibékülése egyáltalán nem remélhető - a bíró a házasfeleknek ágytól és asztaltól való különélését rendeli el, mely hat hónapnál rövidebb nem lehet; egy évnél hosszabb időtartamra pedig csak a felek egyező kérelmére szabható. Ha a különélés ideje alatt a házasfelek az életközösséget visszaállítják, vagy a különélésre szabott idő letelte után három hónap alatt a pert nem folytatják, a perben érvényesített ok alapján a felbontás többé nem kérhető. A felbontó ítélet a nőtartás, a gyermekek elhelyezése s tartása, s egyéb mellékkérdések iránt a törvény által felállított szabályok értelmében intézkedik. A házasfél felbontás helyett az ágytól és asztaltól való elválást kérheti. A vagyonjogi viszonyok tekintetében a bíróilag kimondott ágy- és asztaltól való elválás a felbontás joghatályával a jogkövetkezmények megszűnnek, ha a házasfelek az életközösséget - amit bármikor megtehetnek - visszaállítják, s azt a bíróságnak bejelentik. Ha az elválás két évig tartott, a házasfelek bármelyike kérheti a felbontást. A házassági ügyekben való bíráskodás a királyi bíróságok hatásköréhez tartozik.

### Külföldi vonatkozások
A törvény külön fejezetében intézkedik a külföldön kötött házasságokról s a külföldieknek házasságáról. Általános elv az, hogy: a) a kor és a cselekvőképesség tekintetében mindegyik házastársra nézve kizárólag hazájának törvényei; b) a házasságkötés alaki kellékei tekintetében a «locus et tempus regit actum» elvénél fogva a házasságkötés idejében és helyén fennálló törvények; c) egyéb tekintetben mindkét fél hazájának törvényei irányadók. Az elv aluli kivételeket a törvény állapítja meg. Államszerződéseknek a házassági jogviszonyokra vonatkozó intézkedései akkor is irányadók, ha a törvény határozataitól eltérnek.

### Büntető határozatok
- 1. a polgári tisztviselő, aki tudva, hogy a megköttetni szándékolt házasság kettős házasság, a házasságkötésnél közreműködik: 5 évig terjedhető börtönnel;
- 2. aki tudva, hogy más oly érvénytelenségi ok forog fenn, mely miatt a házasság semmis v. megtámadható, a házasságkötésnél közreműködik: 3 évig terjedhető börtönnel;
- 3. akit a közreműködés körül csak gondatlanság terhel, az első esetben egy évig, a második esetben hat hónapig terjedhető fogházzal, s mindegyik esetben a viselt hivatal elvesztésével is büntetendő;
- 4. a polgári tisztviselő, aki tudva, hogy valamely törvényes (tiltó) akadály forog fenn, vagy hogy a közreműködésre nem jogosult, a házasság megkötésénél közreműködik, amennyiben cselekménye súlyosabb büntetendő cselekményt nem képez, hat hónapig terjedhető fogházzal és a viselt hivatal elvesztésével, ha pedig a cselekményt gondatlanságból követte el, amennyiben cselekménye súlyosabban büntetendő cselekményt nem képez, 1000 koronáig terjedhető pénzbüntetéssel büntetendő; ismétlés esetében a viselt hivatal elvesztése is kimondható;
- 5. a lelkész, ki egyházi összeadásnál eljár, mielőtt a felek igazolták volna, hogy a házasságot a polgári tisztviselő előtt megkötötték: vétség miatt 1000 koronáig terjedhető pénzbüntetéssel, ismétlés esetében a pénzbüntetésen kívül két hónapig terjedhető fogházzal, de ha kiderül, hogy a házasság a polgári tisztviselő előtt előzőleg megköttetett: kihágás miatt 300 koronáig terjedhető pénzbüntetéssel büntetendő. A cselekmény nem büntethető, ha az egyházi összeadás az egyik félnek közel halállal fenyegető betegségében történt. A házasság természetesen nem érvényes.
- 6. Aki valamely fennforgó akadály vagy érvénytelenségi ok ellenére tudva köt házasságot - amennyiben cselekménye súlyosabb büntetendő cselekményt nem képez (pl. kettős házasságot) - vétség miatt 3 hónapig terjedhető fogházzal és 1000 koronáig terjedhető pénzbüntetéssel büntetendő. 7. A véderőről szóló törvény által előírt engedély nélküli nősülés büntetésére a véderőtörvény határozatai irányadók.

### Az államianyakönyvezés
A házasságok nyilvántartására és tanúsítására kizárólag a házassági állami anyakönyv szolgál, amelybe a megtörtént házasságkötést azonnal be kell jegyezni. A házasságnak jogerős birói határozattal érvénytelenné nyilvánítása, felbontása, ágy- és asztaltól való elválás, a visszaállított életközösségnek bejelentése az anyakönyvbe feljegyzendők, mely célból a bíróság az illetékes anyakönyvvezetőt a jogerős birói határozat közlésével értesíteni tartozik. Külföldi bíróságnak magyar állampolgár házassági ügyében hozott ítélete alapján anyakönyvi feljegyzést foganatosítani nem lehet.

### A házasságból született gyermekek vallása
A) Az 1868. LIII. t.-c. szerint a vegyes házasságokból származó gyermekek közül a fiuk az apának, a leányok az anyának vallását követték. Az ezzel ellenkező bármely szerződés, térítvény vagy rendelkezés érvénytelen volt. Az 1894. XXXII. t.-c. lényeges változást hozott be, amelynek célja az volt, hogy a szülőknek természet adta szabad rendelkezési joga érvényesülhessen. A most nevezett törvény arról az esetről intézkedik, amikor a házasfelek bevett vagy törvényesen elismert különböző vallásfelekezetekhez tartoznak. A szabály ebben az esetben az, hogy a házasulók házasságuk megkötése előtt egyszer és mindenkorra megegyezhetnek arra nézve, hogy gyermekeik valamennyien vagy az apa vagy az anya vallását kövessék. A megegyezés csak akkor érvényes, ha királyi közjegyző, királyi járásbíró, polgármester vagy főszolgabíró előtt a megállapított alakszerűségek mellett jött létre. A megállapodás később csakis abban az esetben változtatható meg, ha az egyik házastárs a másik házastársnak vallására tér át, s ez által a házasság egyvallásúak házasságává válik, és ekkor is csak bizonyos, a törvény által szorosan meghatározott irányban. A most említett megegyezés hiánya esetén a gyermekek a szülők vallását nemük szerint követik. E szabály alól később csak akkor van, de szinte csak a törvény által meghatározott irányban, eltérésnek helye, ha az egyik házastárs a másik házastársnak vallására áttér, úgy hogy a házasság egyvallásúak házasságává válik. A törvénnyel ellenkező bármely szerződés, térítvény vagy rendelkezés érvénytelen. B) Minthogy a vallás érvénytelenségi okot nem alkot, s minthogy a vallás szabad gyakorlatáról szóló 1895. XLIII. t.-c. szerint senki sem köteles a bevett vagy törvényesen elismert vallásfelekezetek valamelyikéhez tartozni, hanem felekezeten kívül állhat (felekezetenkívüliség, ném. Konfessionslosigkeit), megtörténhetik, hogy mindkét házastárs vagy azoknak egyike a bevett v. törvényesen elismert vallásfelekezetek egyikéhez sem tartozik. Az ilyen házasságból származó gyermekek vallásáról az 1893. XLIII. t.-c. intézkedik. A gyermekek nem állhatnak felekezeten kívül, hanem valamely bevett vagy törvényesen elismert vallást követnek és abban nevelődnek. A házasulandók az 1894. XXXII. t.-c. értelmében megegyezhetnek arra nézve, hogy gyermekeik valamennyien az általuk megjelölt vallást kövessék. Ily megegyezés hiányában a felekezet nélküli szülőnek van joga megállapítani, hogy a nembeli gyermekei a vallások melyikében nevelendők. Ha az illető szülő nem határoz, akkor két esetet kell megkülönböztetni, a szerint, amint a másik házastárs valamely bevett vagy törvényesen elismert vallásfelekezethez tartozik v. nem. Az első esetben az összes gyermekek ennek a szülőnek vallását követik; a másik esetben a határozási jogával nem élt szülő helyett a rokonok meghallgatásával a gyámhatóság határoz. Ettől a szabályozástól csak akkor van eltérésnek helye, ha a házasság egyvallásúak házasságává válik, amely esetben az 1894. XXXII. t.-c. rendelkezései alkalmazandók. Ezek az új törvények a vegyes házasság kifejezést már nem ismerték. A házasság, ha mindkét házastárs ugyanahhoz a bevett vagy törvényesen elismert vallásfelekezethez tartozik: «egyvallásúak házassága»; minden más esetben: «különböző vallású felek közti házasság» volt.